# Friends, amanti e la Cosa terribile
Friends, amanti e la Cosa terribile (Friends, Lovers and the Big Terrible Thing) è un'autobiografia dell’attore statunitense Matthew Perry, pubblicato da Macmillan nel 2022 e in Italia da La nave di Teseo.

## Descrizione
In un video postato sul suo profilo Instagram, Perry ha affermato che la scrittura del libro è stata un percorso molto personale e talvolta anche difficile: esso descrive la lunga lotta dell'attore contro l'alcolismo, iniziata quando era soltanto un adolescente, e contro la dipendenza da farmaci. L'autore afferma inoltre che è possibile capire le sostanze di cui abusava tramite l'aspetto che il suo personaggio ha nel corso della serie. Nell'opera Perry parla anche della propria vita e della sua famiglia, nonché dei rapporti con il cast di Friends e il periodo trascorso durante le riprese della serie, nella quale ha interpretato il personaggio di Chandler Bing; quest'ultimo è simile sotto molti aspetti allo stesso Perry: ad esempio per quanto riguarda il vizio del fumo, il divorzio dei genitori e l'impossibilità di avere figli.

## Accoglienza
Poco dopo la pubblicazione, divenne un bestseller nelle classifiche di Amazon e del New York Times. Il libro ha generalmente sempre ricevuto recensioni positive da parte della critica, che ha lodato l'apertura di Perry sull'argomento.